# Lista statuilor publice din România
Aceasta este o listă de statui, statuete și busturi în România:
| Localitatea                      | Numele                                                   | Genul               | Autor                                                   | Data dezvelirii                        | Simbolistică                                         | Coordonatele                                                | Detalii | Fotografie |
| -------------------------------- | -------------------------------------------------------- | ------------------- | ------------------------------------------------------- | -------------------------------------- | ---------------------------------------------------- | ----------------------------------------------------------- | --- | ---------- |
| Rădăuți, Suceava                 | Statuia lui Bogdan Vodă                                  | Masculin            |                                                         |                                        |                                                      |                                                             | |            |
| Rădăuți, Suceava                 | Bustul lui Bogdan I al Moldovei                          | Masculin            |                                                         |                                        |                                                      |                                                             | |            |
| Rădăuți, Suceava                 | Bustul lui Petru Mușat                                   | Masculin            |                                                         |                                        |                                                      |                                                             | |            |
| Rădăuți, Suceava                 | Bustul lui Alexandru cel Bun                             | Masculin            |                                                         |                                        |                                                      |                                                             | |            |
| Rădăuți, Suceava                 | Bustul lui Ștefan cel Mare                               | Masculin            |                                                         |                                        |                                                      |                                                             | |            |
| Rădăuți, Suceava                 | Bustul lui Iancu Flondor                                 | Masculin            | Marcel Mănăstireanu                                     | 28 noiembrie 2009                      |                                                      | 47.843308, 25.918929                                        | |            |
| Rădăuți, Suceava                 | Bustul lui Gheorghe Flondor                              | Masculin            | Gavril Nichitean                                        | 23 mai 2008                            |                                                      |                                                             | |            |
| Rădăuți, Suceava                 | Bustul lui Petru Rareș                                   | Masculin            |                                                         |                                        |                                                      |                                                             | |            |
| Rădăuți, Suceava                 | Statuia ecvestră a lui Bogdan I                          | Masculin            | Marius Butunoiu                                         | 1985                                   |                                                      |                                                             | |            |
| Rădăuți, Suceava                 | Statuia "Femeie plângând"                                | Feminin             |                                                         |                                        |                                                      |                                                             | |            |
| Rădăuți, Suceava                 | Bustul lui Constantin Flondor                            | Masculin            |                                                         | 28 noiembrie 2018                      |                                                      |                                                             | |            |
| Rădăuți, Suceava                 | Bustul lui Tudor Flondor                                 | Masculin            |                                                         | 28 noiembrie 2018                      |                                                      |                                                             | |            |
| Rădăuți, Suceava                 | Bustul lui Iancu Flondor                                 | Masculin            |                                                         | 28 noiembrie 2018                      |                                                      |                                                             | |            |
| Cacica, Suceava                  | Statuia papei Ioan Paul al II-lea                        | Masculin            |                                                         | 15 august 2010                         |                                                      |                                                             | Statuia este amplasată în fața Sanctuarului Maicii Domnului din Cacica |            |
| Suceava, Suceava                 | Statuia papei Ioan Paul al II-lea                        | Masculin            |                                                         | 17 mai 2009                            |                                                      |                                                             | Statuia este amplasată în fața bisericii Sf. Ioan Nepomuk |            |
| Iași, Iași                       | Statuia lui Vasile Alecsandri                            | Masculin            | Wladimir C. Hegel                                       | 15 octombrie 1906                      |                                                      |                                                             | |            |
| Iași, Iași                       | Statuia lui Gheorghe Asachi                              | Masculin            | Ion Georgescu                                           | 14 octombrie 1890                      |                                                      |                                                             | |            |
| Otopeni, Ilfov                   | Bustul lui Henri-Marie Coandă                            | Masculin            | Radu Drăgușin                                           | 20 iunie 2025                          |                                                      |                                                             | Bustul este amplasat în sectorul ieșiri al Aeroportului Internațional Henri Coandă |            |
| Iași, Iași                       | Statuia Cavaleristului în atac                           | Masculin            | Ion C. Dimitriu-Bârlad                                  | 29 mai 1927                            |                                                      |                                                             | |            |
| Iași, Iași                       | Statuia lui Miron Costin                                 | Masculin            | Wladimir C. Hegel                                       | 18 septembrie 1888                     |                                                      |                                                             | |            |
| Iași, Iași                       | Statuia lui Alexandru Ioan Cuza                          | Masculin            | Raffaello Romanelli                                     | 27 mai 1912                            |                                                      |                                                             | |            |
| Iași, Iași                       | Statuia mitropolitului Dosoftei                          | Masculin            | Iftimie Bârleanu                                        | 1975                                   |                                                      |                                                             | Statuia este amplasată în fața Casei Dosoftei. |            |
| Iași, Iași                       | Statuia lui Mihai Eminescu                               | Masculin            | Ion Schmidt-Faur                                        | 1929                                   |                                                      |                                                             | |            |
| Iași, Iași                       | Statuia Independenței                                    | Feminin             | Gabriela Manole-Adoc și Gheorghe Adoc                   | 1980                                   |                                                      |                                                             | |            |
| Iași, Iași                       | Statuia lui Mihail Kogălniceanu                          | Masculin            | Raffaello Romanelli                                     | 28 septembrie 1911                     |                                                      |                                                             | |            |
| Iași, Iași                       | Statuia lui Mihai Viteazul                               | Masculin            | Ioan Busdugan și Pavel Mercea                           |                                        |                                                      |                                                             | |            |
| Iași, Iași                       | Statuia lui Ștefan cel Mare                              | Masculin            | Emmanuel Frémiet                                        | 1883                                   |                                                      |                                                             | |            |
| Iași, Iași                       | Statuia lui A.D. Xenopol                                 | Masculin            |                                                         | 27 mai 1912                            |                                                      |                                                             | |            |
| Iași, Iași                       | Grupul Statuar al Voievozilor                            | Masculin            | Ion Georgescu                                           | 14 octombrie 1890                      |                                                      |                                                             | |            |
| Iași, Iași                       | Bustul lui Vasile Alecsandri                             | Masculin            |                                                         |                                        |                                                      |                                                             | |            |
| Iași, Iași                       | Bustul lui Alexandru Averescu                            | Masculin            | Teodor Zamfirescu                                       | 1999                                   |                                                      |                                                             | |            |
| Iași, Iași                       | Bustul lui Henri Mathias Berthelot                       | Masculin            | Ion Georgescu                                           | 14 octombrie 1890                      |                                                      |                                                             | |            |
| Iași, Iași                       | Bustul lui Sergiu Celibidache                            | Masculin            | Dan Covătaru                                            | 2003                                   |                                                      |                                                             | |            |
| Iași, Iași                       | Bustul lui Cloșca                                        | Masculin            | Vladimir Florea                                         |                                        |                                                      |                                                             | |            |
| Iași, Iași                       | Bustul lui George Coșbuc                                 | Masculin            |                                                         |                                        |                                                      |                                                             | |            |
| Iași, Iași                       | Bustul lui Crișan                                        | Masculin            | Vladimir Florea                                         |                                        |                                                      |                                                             | |            |
| Iași, Iași                       | Bustul lui Slt. p.m. Constantin Donisă                   | Masculin            |                                                         |                                        |                                                      |                                                             | |            |
| Iași, Iași                       | Bustul lui George Enescu                                 | Masculin            | Dan Covătaru                                            | 1976                                   |                                                      |                                                             | |            |
| Iași, Iași                       | Bustul lui Mihai Eminescu                                | Masculin            |                                                         |                                        |                                                      |                                                             | |            |
| Iași, Iași                       | Bustul lui Ferdinand I                                   | Masculin            | Constantin Crengăniș                                    | 1 decembrie 2019                       |                                                      |                                                             | |            |
| Iași, Iași                       | Bustul lui Alexandru Flechtenmacher                      | Masculin            |                                                         |                                        |                                                      |                                                             | |            |
| Iași, Iași                       | Bustul lui Nicolae Gane                                  | Masculin            | Richard Hette                                           | 1943                                   |                                                      |                                                             | |            |
| Iași, Iași                       | Bustul lui Avraham Goldfaden                             | Masculin            | Iftimie Bârleanu                                        | 27 decembrie1976                       |                                                      |                                                             | |            |
| Iași, Iași                       | Bustul lui Spiru Haret                                   | Masculin            | Dan Covătaru                                            | 1975                                   |                                                      |                                                             | |            |
| Iași, Iași                       | Bustul lui Calistrat Hogaș                               | Masculin            | Cezar Suceveanu                                         | 2009                                   |                                                      |                                                             | |            |
| Iași, Iași                       | Bustul lui Horia                                         | Masculin            | Vladimir Florea                                         |                                        |                                                      |                                                             | |            |
| Iași, Iași                       | Bustul lui José Martí                                    | Masculin            | Cezar Suceveanu                                         | 2009                                   |                                                      |                                                             | |            |
| Iași, Iași                       | Bustul lui Costache Negruzzi                             | Masculin            | Ion Mateescu                                            | 1934                                   |                                                      |                                                             | |            |
| Iași, Iași                       | Bustul lui Anton Pann                                    | Masculin            | Vasile Condurache                                       |                                        |                                                      |                                                             | |            |
| Iași, Iași                       | Bustul lui Constantin Petrescu                           | Masculin            |                                                         |                                        |                                                      |                                                             | |            |
| Iași, Iași                       | Bustul lui Alexandru Popovici                            | Masculin            |                                                         |                                        |                                                      |                                                             | |            |
| Iași, Iași                       | Bustul lui Ciprian Porumbescu                            | Masculin            | Iftimie Bârleanu                                        | 1957                                   |                                                      |                                                             | |            |
| Iași, Iași                       | Bustul lui Constantin Prezan                             | Masculin            | Teodor Zamfirescu                                       | 2000                                   |                                                      |                                                             | |            |
| Iași, Iași                       | Bustul lui Virgil Săhleanu                               | Masculin            |                                                         | 2001                                   |                                                      |                                                             | |            |
| Iași, Iași                       | Bustul Veronicăi Micle                                   | Feminin             | Ion Irimescu                                            |                                        |                                                      |                                                             | |            |
| Iași, Iași                       | Bustul episcopului Anton Durcovici                       | Masculin            |                                                         |                                        |                                                      |                                                             | Monumentul dedicat Fericitului Anton Durcovici este amplasat lângă Biserica romano-catolică Adormirea Maicii Domnului din Iași. |            |
| Lipova, Arad                     | Statuia Sfântului Francisc de Assisi                     | Masculin            |                                                         | 3 octombrie 1926                       |                                                      |                                                             | Monumentul este amplasat lângă Basilica Minor de la Mănăstirea Maria Radna din Lipova, la 700 de ani de la decesul Sf. Francisc de Assisi. |            |
| Onești, Bacău                    | Statuia memorial Nadia Comăneci Montreal                 | Feminin             |                                                         |                                        |                                                      |                                                             | |            |
| Onești, Bacău                    | Portretul lui Mihai Eminescu                             | Masculin            |                                                         |                                        |                                                      |                                                             | Statuia lui Eminescu a fost nominalizată pe locul II pe internet ca fiind una dintre cele mai impresionante statui |            |
| Baia Mare, Maramureș             | Bustul lui Simion Balint                                 | Masculin            |                                                         |                                        |                                                      |                                                             | |            |
| Băsești, Maramureș               | Bustul lui George Pop de Băsești                         | Masculin            | Iustin Năstase                                          | 27 noiembrie 1977                      |                                                      |                                                             | Bustul, din bronz, este amplasat în fața primăriei comunei Băsești. |            |
| Brașov, Brașov                   | Lupa Capitolina                                          | Feminin             |                                                         |                                        | Monumentul simbolizează latinitatea poporului român. |                                                             | Replică a statuii Lupa Capitolina, monumentul este instalat în fața Primăriei municipiului Brașov |            |
| Făgăraș, Brașov                  | Bustul Doamnei Stanca                                    | Feminin             | Spiridon Georgescu                                      | 1938                                   |                                                      |                                                             | Bustul este așezat în fața Cetății Făgărașului. |            |
| Lisa, Brașov                     | Bustul lui Octavian Paler                                | Masculin            | ?                                                       | ?                                      |                                                      |                                                             | |            |
| Sâmbăta de Sus, Brașov           | Bustul lui Constantin Brâncoveanu                        | Masculin            | ?                                                       | ?                                      |                                                      |                                                             | Bustul este amplasat în micul parc din Sâmbăta de Sus Răsăriteană. |            |
| Cuciulata, Brașov                | Bustul lui Aron Pumnul                                   | Masculin            | ?                                                       | ?                                      |                                                      |                                                             | |            |
| Alba Iulia, Alba                 | Bustul Reginei Maria                                     | Feminin             |                                                         |                                        |                                                      |                                                             | |            |
| Lunca (Valea Lungă), Alba        | Bustul Fericitului episcop martir Vasile Aftenie         | Masculin            | Ioan Cândea                                             | 29 iunie 2024                          |                                                      |                                                             | Bustul este amplasat în fața Bisericii Greco-Catolice din Lunca. |            |
| Alba Iulia, Alba                 | Bustul lui Aurel Lazăr                                   | Masculin            |                                                         |                                        |                                                      |                                                             | |            |
| Alba Iulia, Alba                 | Bustul lui Gheorghe Pop de Băsești                       | Masculin            |                                                         |                                        |                                                      |                                                             | |            |
| Horea, Alba                      | Bustul lui Horea                                         | Masculin            | Ion Vasiu                                               | 1982                                   |                                                      |                                                             | |            |
| Șinca Veche, Brașov              | Bustul lui Gheorghe Șincai                               | Masculin            | Vlad Prună                                              | 2015                                   |                                                      |                                                             | Monumentul se află în fața Școlii Gimnaziale Gheorghe Șincai, din Șinca Veche. |            |
| Șinca Veche, Brașov              | Bustul lui Iosif Vulcan                                  | Masculin            | Eduard Dulinszky                                        | 2021                                   |                                                      |                                                             | Monumentul se află în fața Școlii Gimnaziale Gheorghe Șincai, din Șinca Veche. |            |
| Hălmeag, Brașov                  | Bustul împărătesei Sisi a Austriei                       | Feminin             | Necunoscut                                              | A doua jumătate a secolului al XIX-lea |                                                      |                                                             | Monumentul este amplasat în curtea Bisericii Evanghelice-Luterane din Hălmeag |            |
| Hălmeag, Brașov                  | Bustul Ecaterinei Varga                                  | Feminin             |                                                         | 1977                                   |                                                      |                                                             | Monumentul este amplasat în curtea Bisericii Evanghelice-Luterane din Hălmeag |            |
| Oradea, Bihor                    | Statuia Reginei Maria a României                         | Feminin             |                                                         |                                        |                                                      |                                                             | |            |
| Oradea, Bihor                    | Statuia ecvestră a Regelui Ferdinand                     | Masculin            |                                                         | 23 mai 2019                            |                                                      |                                                             | Statuia este amplasată în Piața Unirii. |            |
| Oradea, Bihor                    | Statuia lui Aurel Lazăr                                  | Masculin            |                                                         |                                        |                                                      |                                                             | Statuia se află la un capăt al străzii Aurel Lazăr. |            |
| Oradea, Bihor                    | Statuia episcopului Demetriu Radu                        | Masculin            | Alexandru Păsat                                         | 2019                                   |                                                      |                                                             | Statuia se află în Piața Unirii, în fața Catedralei Sfântul Nicolae din Oradea, față în față cu statuia episcopului Roman Ciorogariu. |            |
| Oradea, Bihor                    | Statuia episcopului Roman Ciorogariu                     | Masculin            | Alexandru Păsat                                         | 2019                                   |                                                      |                                                             | Statuia se află în Piața Unirii, în fața Bisericii cu Lună, față în față cu statuia episcopului Demetriu Radu |            |
| Oradea, Bihor                    | Bustul lui Iosif Vulcan                                  | Masculin            |                                                         |                                        |                                                      |                                                             | |            |
| Orăștie, Hunedoara               | Monumentul Paliei de la Orăștie                          | -                   | Nicolae Adam                                            | 28 septembrie 1974                     |                                                      |                                                             | Monumentul, din marmură albă de Rușchița, se află în piața centrală a municipiului. |            |
| Oradea, Bihor                    | Statuia regelui Ladislau I, întemeietorul Cetății Oradea | Masculin            | Deák Árpád                                              | 29 august 2023                         |                                                      |                                                             | Statuia are o înălțime de 5,3 metri, este din bronz și a fost amplasată în curtea exterioară a Cetății Oradea. |            |
| Bistrița, Bistrița-Năsăud        | Statuia lui George Coșbuc                                | Masculin            | Gavril Covalschi                                        | 7 mai 1978                             |                                                      |                                                             | Statuia este amplasată la intrarea din Parcul Municipal Bistrița. Ridicată pe un soclu turnat în beton și placată cu plăci de granit, statuia este lucrată în bronz (300 x 100 x 80 cm) |            |
| Galați, Galați                   | Bustul lui Lascăr Catargiu                               | Masculin            |                                                         |                                        |                                                      |                                                             | |            |
| Brăila, Brăila                   | Bustul lui Panait Istrati                                | Masculin            |                                                         |                                        |                                                      |                                                             | |            |
| Sinaia, Prahova                  | Bustul actorului Ion Iancu Brezieanu                     | Masculin            |                                                         |                                        |                                                      |                                                             | |            |
| Sinaia, Prahova                  | Statuia Regelui Mihai I al Românilor                     | Masculin            |                                                         | 25 octombrie 2021                      |                                                      |                                                             | Statuia se află în Piațeta George Enescu. |            |
| Roman, Neamț                     | Bustul agronomului Ion Ionescu de la Brad                | Masculin            |                                                         |                                        |                                                      |                                                             | |            |
| Brăila, Județul Brăila           | Bustul Annei Chercea                                     | Feminin             |                                                         |                                        |                                                      |                                                             | |            |
| Ploiești, Prahova                | Bustul arhitectului Alexandru M. Zagoritz                | Masculin            |                                                         |                                        |                                                      |                                                             | |            |
| Bacău, Bacău                     | Bustul căpitanului Nicolae Valter Mărăcineanu            | Masculin            |                                                         |                                        |                                                      |                                                             | |            |
| Târgu Jiu, Gorj                  | Bustul doctorului Dumitru Culcer                         | Masculin            |                                                         |                                        |                                                      |                                                             | |            |
| Turda, Cluj                      | Statuia dr. Ioan Rațiu                                   | Masculin            | Cornel Medrea                                           | 7 iunie 1930                           |                                                      |                                                             | Piața 1 Decembrie 1918 |            |
| Turda, Cluj                      | Bustul lui Pavel Dan                                     | Masculin            | Virgil Fulicea                                          |                                        |                                                      |                                                             | Monumentul este amplasat în fața Colegiuliu Național „Mihai Viteazul” |            |
| Turda, Cluj                      | Statuia Lupa Capitolina                                  | Feminin             | Copie a statuii realizate de Ion Schmidt-Faur, în 1924. | 1992                                   | Monumentul simbolizează latinitatea poporului român. | Copie din bronz a Statuii Lupa Capitolina de la Târgu Mureș | Piața Romană |            |
| Tecuci, Galați                   | Bustul Domnitorului Alexandru Ioan Cuza                  | Masculin            |                                                         |                                        |                                                      |                                                             | |            |
| Ploiești, Prahova                | Bustul Domnitorului Alexandru Ioan Cuza                  | Masculin            |                                                         |                                        |                                                      |                                                             | |            |
| Grivița, Vaslui                  | Bustul domnitorului Alexandru Ioan Cuza                  | Masculin            |                                                         |                                        |                                                      |                                                             | |            |
| Galați, Județul Galați           | Bustul dr. Alexandru Carnabel                            | Masculin            |                                                         |                                        |                                                      |                                                             | |            |
| București                        | Bustul dr. Alexandru Obregia                             | Masculin            |                                                         |                                        |                                                      |                                                             | |            |
| București                        | Monument dedicat Monicăi Lovinescu și lui Virgil Ierunca | Feminin și masculin | Virgil Scripcariu                                       | 17 decembrie 2023                      |                                                      |                                                             | Monumentul este amplasat în cartierul Cotroceni |            |
| București                        | Statuia ecvestră a lui Mihai Viteazul                    | Masculin            | Albert-Ernest Carrier-Belleuse                          | 1873                                   |                                                      |                                                             | Statuia este amplasată în Piața Universității. |            |
| București                        | Bustul lui Corneliu Coposu                               | Masculin            | Mihai Buculei                                           | 1996                                   |                                                      |                                                             | Bustul este amplasat în Piața Revoluției, lângă Biserica Krețulescu. |            |
| București                        | Statuia lui Constantin Brâncoveanu                       | Masculin            | Oscar Han                                               | 1939                                   |                                                      |                                                             | Statuia este amplasată în curtea bisericii Sf. Gheorghe-Nou. |            |
| Galați, Județul Galați           | Bustul dr. Aristide Serfioti                             | Masculin            |                                                         |                                        |                                                      |                                                             | |            |
| Galați, Județul Galați           | Statuia Sf. Francisc de Assisi                           | Masculin            | Casa Fratelli Giorgini din Messa-Carrara - Italia.      | 3 octombrie 1926                       |                                                      |                                                             | Statuia, lucrată în marmură de Carrara, este amplasată în curtea Bisericii Romano-Catolice din Galați. Monumentul este o copie a ultimei opere a lui Giovanni Dupré (1817-1882), aflate la Catedrala San Rufino din Assisi. Are înălțimea de 1,80 metri. |            |
| București                        | Bustul dr. Constantin Caracaș                            | Masculin            |                                                         |                                        |                                                      |                                                             | |            |
| București                        | Bustul dr. Constantin Danielopol                         | Masculin            |                                                         |                                        |                                                      |                                                             | |            |
| București                        | Bustul dr. Dimitrie Grecescu                             | Masculin            |                                                         |                                        |                                                      |                                                             | |            |
| București                        | Bustul dr. Ioan Cantacuzino                              | Masculin            |                                                         |                                        |                                                      |                                                             | |            |
| Craiova, Dolj                    | Bustul dr. Ion Augustin                                  | Masculin            |                                                         |                                        |                                                      |                                                             | |            |
| Caransebeș, Caraș-Severin        | Bustul dr. Iuliu Iosif Olariu                            | Masculin            |                                                         |                                        |                                                      |                                                             | |            |
| Carei, Satu Mare                 | Monumentul Ostașului Român                               | Feminin & Masculin  | Vida Gheza                                              | 1964                                   |                                                      |                                                             | Monumentul, din piatră albă, este amplasat în Piața 25 Octombrie, în centrul municipiului Carei. |            |
| Carei, Satu Mare                 | Statuia lui Aurel Popp                                   | Masculin            | Radu Ciobanu                                            | 20 octombrie 2023                      |                                                      |                                                             | Statuia, din bronz, este amplasată în centrul municipiului Carei |            |
| Satu Mare, Satu Mare             | Bustul dr. Lükö Béla                                     | Masculin            |                                                         |                                        |                                                      |                                                             | |            |
| Bădăcin, Sălaj                   | Bustul lui Iuliu Maniu                                   | Masculin            |                                                         |                                        |                                                      |                                                             | Bustul se află în apropiere de Casa memorială Iuliu Maniu din Bădăcin. |            |
| Pericei, Sălaj                   | Monumentul Cepei                                         |                     |                                                         |                                        |                                                      |                                                             | |            |
| Șimleu Silvaniei, Sălaj          | Bustul lui Corneliu Coposu                               | Masculin            | Nicu Mihoc                                              |                                        |                                                      |                                                             | |            |
| Zalău, Sălaj                     | Bustul părintelui Arsenie Boca                           | Masculin            |                                                         |                                        |                                                      |                                                             | Bustul este amplasat în curtea Bisericii Sfânta Vineri. |            |
| Focșani, Vrancea                 | Bustul dr. N. Eliean                                     | Masculin            |                                                         |                                        |                                                      |                                                             | |            |
| București                        | Bustul Emiliei Irza                                      | Feminin             |                                                         |                                        |                                                      |                                                             | |            |
| Caransebeș, Caraș-Severin        | Bustul episcopului Ioan Popasu                           | Masculin            |                                                         |                                        |                                                      |                                                             | |            |
| Răcoasa, Vrancea                 | Bustul generalului Alexandru Averescu                    | Masculin            |                                                         |                                        |                                                      |                                                             | |            |
| București                        | Bustul generalului Alexandru Cernat                      | Masculin            |                                                         |                                        |                                                      |                                                             | |            |
| Huși, Vaslui                     | Bustul generalului Gheorghe Teleman                      | Masculin            |                                                         |                                        |                                                      |                                                             | |            |
| Târgu Jiu, Gorj                  | Bustul generalului Ion Culcer                            | Masculin            |                                                         |                                        |                                                      |                                                             | |            |
| Brăila, Județul Brăila           | Bustul generalului Ion Macri                             | Masculin            |                                                         |                                        |                                                      |                                                             | |            |
| Băile Govora, Vâlcea             | Bustul generalului medic Nicolae Zorilescu               | Masculin            |                                                         |                                        |                                                      |                                                             | |            |
| Băile Herculane, Caraș-Severin   | Bustul generalului Nicolae Vicol                         | Masculin            |                                                         |                                        |                                                      |                                                             | |            |
| Craiova, Dolj                    | Bustul generalului Simion Stoilov                        | Masculin            |                                                         |                                        |                                                      |                                                             | |            |
| Bran, Brașov                     | Bustul generalului Traian Moșoiu                         | Masculin            |                                                         |                                        |                                                      |                                                             | |            |
| Bran, Brașov                     | Bustul lui Sextil Pușcariu                               | Masculin            |                                                         |                                        |                                                      |                                                             | |            |
| Focșani, Vrancea                 | Bustul inspectorului de artilerie Mihai Pastia           | Masculin            |                                                         |                                        |                                                      |                                                             | |            |
| Târgu Jiu, Gorj                  | Bustul istoricului Alexandru Ștefulescu                  | Masculin            |                                                         |                                        |                                                      |                                                             | |            |
| Pitești, Argeș                   | Bustul istoricului Gheorghe Ionescu Gion                 | Masculin            |                                                         |                                        |                                                      |                                                             | |            |
| Constanța, Constanța             | Statuia poetului Ovidiu                                  | Masculin            | Ettore Ferrari                                          | august 1887                            |                                                      |                                                             | Monumentul turnat în bronz se află în Piața Ovidiu, din centrul istoric al orașului Constanța. |            |
| Constanța, Constanța             | Statuie „Fata cu căprioara”                              | Feminin             |                                                         |                                        |                                                      |                                                             | |            |
| Mangalia, Constanța              | Statuie „Fată șezând”                                    | Feminin             |                                                         |                                        |                                                      |                                                             | |            |
| Brăila, Județul Brăila           | Statuie "Nud"                                            | Feminin             |                                                         |                                        |                                                      |                                                             | |            |
| Cluj-Napoca, Cluj                | Statuia Fecioarei Maria                                  | Feminin             | Anton Schuchbauer                                       | 1744                                   |                                                      |                                                             | Statuia este amplasată pe strada Universității, în fața Bisericii Piariștilor. |            |
| Cluj-Napoca, Cluj                | Statuie ecvestră Sfântul Gheorghe ucigând balaurul       | Masculin            | József Róna, iar postamentul de Kálmán Lux              | 1904                                   |                                                      |                                                             | Copie a Statuii Sfântului Gheorghe din Praga, originalul fiind realizat de meșterii clujeni Martin și Gheorghe, în 1373. Din anul 1960, statuia se află amplasată în mica piață din fața Bisericii Reformate-Calvine de pe str. Kogălniceanu nr.21. |            |
| Cluj-Napoca, Cluj                | Ansamblul monumental Matia Corvin din Cluj-Napoca        | Masculin            | János Fadrusz                                           | 1902                                   |                                                      |                                                             | Monumentul este amplasat în Piața Mare a Clujului |            |
| Cluj-Napoca, Cluj                | Statuia lui Lucian Blaga                                 | Masculin            | Romul Ladea                                             |                                        |                                                      |                                                             | Statuia este amplasată în fața Teatrului Național. |            |
| Cluj-Napoca, Cluj                | Statuia Fericitului Iuliu Cardinal Hossu                 | Masculin            |                                                         | 30 noiembrie 2018                      |                                                      |                                                             | Statuia este de bronz fiind amplasată în vecinătatea Catedralei Schimbarea la Față, pe zona pietonală a Bulevardului Eroilor. |            |
| Cluj-Napoca, Cluj                | Statuia lui Ion Agârbiceanu                              | Masculin            | Romul Ladea                                             |                                        |                                                      |                                                             | Monumentul se află amplasat la intersecția străzilor Andrei Mureșanu și Brașov. |            |
| Cluj-Napoca, Cluj                | Statuia lui Alexandru Borza                              | Masculin            |                                                         |                                        |                                                      |                                                             | Monumentul se află amplasat în Grădina Botanică „Alexandru Borza”. |            |
| Cluj-Napoca, Cluj                | Bustul fizicianului Augustin Maior                       | Masculin            |                                                         |                                        |                                                      |                                                             | Monumentul este amplasat în „Parcul Memoriei Universitare” din curtea Universității Babeș-Bolyai Cluj-Napoca. |            |
| Cluj-Napoca, Cluj                | Statuia lui Iuliu Hațieganu                              | Masculin            |                                                         | 15 ianuarie 2023                       |                                                      |                                                             | Statuia este amplasată în Parcul Sportiv „Dr. Iuliu Hațieganu” |            |
| Blaj, Alba                       | Statuia episcopului Inocențiu Micu-Klein                 | Masculin            |                                                         |                                        |                                                      |                                                             | Statuia este amplasată în Piața 1848, din fața Catedralei Sfânt Treime. |            |
| Câmpeni, Alba                    | Statuie ecvestră a lui Avram Iancu                       | Masculin            |                                                         |                                        |                                                      |                                                             | |            |
| Târgu Jiu, Gorj                  | Bustul istoricului Alexandru Ștefulescu                  | Masculin            |                                                         |                                        |                                                      |                                                             | |            |
| Botoșani, Botoșani               | Bustul istoricului Nicolae Iorga                         | Masculin            |                                                         |                                        |                                                      |                                                             | |            |
| Arad, Arad                       | Bustul lui Alexandru Dimitrie Xenopol                    | Masculin            |                                                         |                                        |                                                      |                                                             | |            |
| Arad, Arad                       | Statuia Sfântului Ioan Nepomuk                           | Masculin            |                                                         | 1729                                   |                                                      |                                                             | N.B. În prezent, statuia originală, realizată în 1729, se află în Biserica „Sfântul Anton de Padova” din Arad, iar statuia expusă în aer liber este o copie realizată de către sculptorul arădean Mihai Takács. |            |
| Oradea, Bihor                    | Bustul lui Ady Endre                                     | Masculin            |                                                         |                                        |                                                      |                                                             | |            |
| Deva, Hunedoara                  | Statuia împăratului Traian                               | Masculin            | ?                                                       | ?                                      |                                                      |                                                             | Statuia este amplasată în Piața Unirii. |            |
| Densuș, Hunedoara                | Bustul lui Ovid Densusianu                               | Masculin            | ?                                                       | ?                                      |                                                      |                                                             | Bustul este amplasat în fața intrării în curtea Bisericii din Densuș. |            |
| Drobeta Turnu Severin, Mehedinți | Bustul lui Alexandru Burileanu                           | Masculin            |                                                         |                                        |                                                      |                                                             | |            |
| Drobeta Turnu Severin, Mehedinți | Bustul lui Alexandru Bărbuceanu                          | Masculin            |                                                         |                                        |                                                      |                                                             | |            |
| Orșova, Mehedinți                | Bustul lui Decebal                                       | Masculin            | Florin Cotarcea                                         | 2004                                   |                                                      |                                                             | Basorelief înalt de 55 m, sculptat în stâncă, pe malul Dunării, între localitățile Eșelnița și Dubova, în apropiere de orașul Orșova. Omul de afaceri Iosif Constantin Drăgan a promovat și finanțat ideea acestei lucrări efectuate în perioada 1994 - 2004. Monumentul poartă inscripția latină: DECEBALUS REX - DRAGAN FECIT („Regele Decebal - făcută de Drăgan”). |            |
| Ovidiu, Constanța                | Ansamblul monumental Poet Ovidiu                         | Masculin            | Vladlen Babcinețchi                                     |                                        |                                                      |                                                             | |            |
| Răcăciuni, Bacău                 | Bustul lui Alexandru Ioan Cuza                           | Masculin            |                                                         |                                        |                                                      |                                                             | |            |
| Galați, Județul Galați           | Bustul lui Alexandru Ioan Cuza                           | Masculin            |                                                         |                                        |                                                      |                                                             | |            |
| Mărășești, Vrancea               | Bustul lui Alexandru Ioan Cuza                           | Masculin            |                                                         |                                        |                                                      |                                                             | |            |
| București                        | Bustul lui Alexandru Odobescu                            | Masculin            |                                                         |                                        |                                                      |                                                             | |            |
| Reghin, Mureș                    | Statuia arhiepiscopului cardinal Alexandru Todea         | Masculin            | Simion Moldovan                                         | 3 aprilie 2017                         |                                                      |                                                             | Statuia, care este amplasată în fața Bisericii Greco-Catolice din Reghin, a fost sfințită la 22 mai 2022, la 20 de ani de la decesul cardinatului Alexandru Todea. |            |
| Sighișoara, Mureș                | Bustul lui Hermann Oberth din Sighișoara                 | Masculin            |                                                         |                                        |                                                      |                                                             | |            |
| Târgu Mureș, Mureș               | Bustul lui Alexandru Papiu Ilarian                       | Masculin            |                                                         |                                        |                                                      |                                                             | |            |
| Târgu Mureș, Mureș               | Statuia lui Emil Dandea                                  | Masculin            | Anton Rațiu                                             | 18 august 1996                         |                                                      |                                                             | Statuia se află în fața Bisericii Buna Vestire. |            |
| Târgu Mureș, Mureș               | Grupul statuar Școala Ardeleană                          | Masculin            | Ioan Vasile Grama                                       | 22 iunie 2022                          |                                                      |                                                             | Grupul statuar Școala Ardeleană, din bronz, care este amplasat în Piața Victoriei, îi reprezintă pe Petru Maior, Samuil Micu, Gheorghe Șincai și Ioan Budai Deleanu. |            |
| București                        | Bustul lui Alexandru Vlahuță                             | Masculin            |                                                         |                                        |                                                      |                                                             | |            |
| Râmnicu Sărat, Buzău             | Bustul lui Alexandru Vlahuță                             | Masculin            |                                                         |                                        |                                                      |                                                             | |            |
| București                        | Bustul lui Anton Pann                                    | Masculin            |                                                         |                                        |                                                      |                                                             | |            |
| Râmnicu Vâlcea, Județul Vâlcea   | Bustul lui Anton Pann                                    | Masculin            |                                                         |                                        |                                                      |                                                             | |            |
| Giurgiu, Giurgiu                 | Bustul lui Apolodor din Damasc                           | Masculin            |                                                         |                                        |                                                      |                                                             | |            |
| Giurgiu, Giurgiu                 | Bustul lui Aristide Paulopoulo                           | Masculin            |                                                         |                                        |                                                      |                                                             | |            |
| Aiud, Alba                       | Bustul lui Avram Iancu                                   | Masculin            |                                                         |                                        |                                                      |                                                             | |            |
| Avram Iancu, Alba                | Bustul lui Avram Iancu                                   | Masculin            |                                                         |                                        |                                                      |                                                             | |            |
| Baia de Criș, Hunedoara          | Bustul lui Avram Iancu                                   | Masculin            |                                                         |                                        |                                                      |                                                             | |            |
| Avrig, Sibiu                     | Bustul lui Gheorghe Lazăr                                | Masculin            | Corneliu Medrea                                         | 18 octombrie 1936                      |                                                      |                                                             | |            |
| Avrig, Sibiu                     | Statuia lui Gheorghe Lazăr                               | Masculin            | Radu Aftenie                                            | septembrie 2023                        |                                                      |                                                             | Statuia, din calcar, este amplasată în părculețul La Castani. În perioada 1986-2004 s-a aflat în Piața Mare din Sibiu. |            |
| Mediaș, Sibiu                    | Bustul lui Axente Sever                                  | Masculin            |                                                         |                                        |                                                      |                                                             | |            |
| Sibiu, Sibiu                     | Statuia Sfântului Ioan Nepomuk                           | Masculin            | 1734                                                    |                                        |                                                      |                                                             | N.B. În 1734, statuia a fost amplasată în Piața Mare din Sibiu. În urma instaurării regimului comunist în România, statuia a fost demontată (1948) și depozitată în curtea Muzeului Brukenthal, fiind reinstalată în 1988 în curtea interioară a casei parohiale romano-catolice din Piața Mare.                                                                       |            |
| Sibiu, Sibiu                     | Statuia lui Nicolaus Olahus din Sibiu                    | Masculin            | 1996                                                    | Călin Baciu și Septimiu Enghiș         |                                                      |                                                             | Statuia este amplasată la întretăierea străzilor Gheorghe Magheru și Avram Iancu, în fața Bisericii Ursulinelor. |            |
| Sibiu, Sibiu                     | Bustul Mariei Terezia a Austriei                         | Feminin             | secolul al XVIII-lea ?                                  |                                        |                                                      |                                                             | Monumentul împărătesei Maria Terezia este situat în cartierul Terezian, în fața clădirii fostului orfelinat. |            |
| Sibiu, Sibiu                     | Bustul lui Hermann Oberth din Sibiu                      | Masculin            |                                                         |                                        |                                                      |                                                             | |            |
| Sibiu, Sibiu                     | Bustul lui George Barițiu                                | Masculin            |                                                         |                                        |                                                      |                                                             | Monumentul se află în Parcul ASTRA din Sibiu. |            |
| Sibiu, Sibiu                     | Bustul lui Alexandru Papiu-Ilarian din Sibiu             | Masculin            | Carol Cauner                                            | 1880                                   |                                                      |                                                             | Bustul, de marmură albă, este amplasat în fața mormântului lui Alexandru Papiu-Ilarian, din micul cimitir de lângă Biserica dintre Brazi (strada Reconstrucției nr. 17). |            |
| Sibiu, Sibiu                     | Bustul lui Alexandru Vaida-Voevod                        | Masculin            |                                                         | 28 noiembrie 2018                      |                                                      |                                                             | Bustul, de bronz, este amplasat în micul cimitir de lângă Biserica dintre Brazi (strada Reconstrucției nr. 17). |            |
| Sibiu, Sibiu                     | Bustul lui Friedrich Schiller                            | Masculin            | Theodor Khuen                                           | 1905                                   |                                                      |                                                             | Bustul, de bronz, a fost amplasat într-o nișă situată în casa de la intersecția străzii Tipografilor cu Piața Schiller, în Piața Schiller nr. 1 din orașul Sibiu. |            |
| Sibiu, Sibiu                     | Bustul lui Gheorghe Lazăr                                | Masculin            | Kurtfritz Handel                                        | 1973                                   |                                                      |                                                             | Bustul, de bronz, a fost amplasat în Parcul ASTRA din fața Bibliotecii ASTRA. |            |
| Sibiu, Sibiu                     | Bustul lui August Treboniu Laurian                       | Masculin            | sculptor Adrian Popescu și inginer arhitect Ilie Crețu  | 16 septembrie 2010                     |                                                      |                                                             | Bustul, de bronz, a fost amplasat în Parcul ASTRA. |            |
| Sibiu, Sibiu                     | Statuia lui Gheorghe Lazăr din Sibiu                     | Masculin            | Radu Aftenie                                            | 2006                                   |                                                      |                                                             | Statuia, de bronz, amplasată în Piața Mare, a înlocuit o statuie de calcar a lui Gheorghe Lazăr, realizată tot de Radu Aftenie, și care s-a aflat în perioada 1986-2004 tot în Piața Mare din Sibiu. |            |
| Sibiu, Sibiu                     | Statuia lui Samuel von Brukenthal                        | Masculin            | Deák Árpád                                              | 11 septembrie 2021                     |                                                      |                                                             | Statuia este amplasată în fața Muzeului Național Brukenthal din Piața Mare. |            |
| Sighetu Marmației, Maramureș     | Bustul lui Victor Mihaly de Apșa                         | Masculin            |                                                         | 26 noiembrie 2023                      |                                                      |                                                             | |            |
| Buzău, Buzău                     | Bustul lui B.P. Hașdeu                                   | Masculin            |                                                         |                                        |                                                      |                                                             | |            |
| Fofeldea, Sibiu                  | Bustul lui August Treboniu Laurian                       | Masculin            | Nicolaie Pascu Goia                                     |                                        |                                                      |                                                             | |            |
| Făgăraș, Brașov                  | Bustul lui Badea Cârțan                                  | Masculin            | Vasile Blendea                                          | A doua jumătate a secolului al XX-lea  |                                                      |                                                             | |            |
| București                        | Bustul lui Barbu Constantinescu                          | Masculin            |                                                         |                                        |                                                      |                                                             | |            |
| București                        | Bustul lui Barbu Ștefanescu Delavrancea                  | Masculin            |                                                         |                                        |                                                      |                                                             | |            |
| Iași, Iași                       | Bustul lui Barbu Ștefănescu Delavrancea                  | Masculin            |                                                         |                                        |                                                      |                                                             | |            |
| Timișoara, Timiș                 | Bustul lui Barbu Ștefănescu Delavrancea                  | Masculin            |                                                         |                                        |                                                      |                                                             | |            |
| București                        | Bustul lui Bogdan Petriceicu Hașdeu                      | Masculin            |                                                         |                                        |                                                      |                                                             | |            |
| București                        | Bustul lui Constantin Nottara                            | Masculin            |                                                         |                                        |                                                      |                                                             | |            |
| Curtea de Argeș, Argeș           | Bustul lui C. Dobrescu - Argeș                           | Masculin            |                                                         |                                        |                                                      |                                                             | |            |
| Tecuci, Galați                   | Bustul lui Calistrat Hogaș                               | Masculin            |                                                         |                                        |                                                      |                                                             | |            |
| Iași, Iași                       | Bustul lui Constantin D. Stahi                           | Masculin            |                                                         |                                        |                                                      |                                                             | |            |
| București                        | Bustul lui Constantin Dobrogeanu-Gherea                  | Masculin            |                                                         |                                        |                                                      |                                                             | |            |
| Miercurea Sibiului, Sibiu        | Bustul sculptorului Cornel Medrea                        | Masculin            |                                                         |                                        |                                                      |                                                             | |            |
| Târgu Ocna, Bacău                | Bustul lui Costache Negri                                | Masculin            |                                                         |                                        |                                                      |                                                             | |            |
| Costache Negri, Galați           | Bustul lui Costache Negri                                | Masculin            |                                                         |                                        |                                                      |                                                             | |            |
| Brad, Hunedoara                  | Bustul lui Crișan                                        | Masculin            |                                                         |                                        |                                                      |                                                             | |            |
| Ribița, Hunedoara                | Bustul lui Crișan                                        | Masculin            |                                                         |                                        |                                                      |                                                             | |            |
| Focșani, Vrancea                 | Bustul lui Dimitrie Nicolaidi                            | Masculin            |                                                         |                                        |                                                      |                                                             | |            |
| Oravița, Caraș-Severin           | Bustul lui Damaschin Bojincă                             | Masculin            |                                                         |                                        |                                                      |                                                             | |            |
| Turnu Măgurele, Teleorman        | Bustul lui David Praporgescu                             | Masculin            |                                                         |                                        |                                                      |                                                             | |            |
| Drobeta Turnu Severin, Mehedinți | Bustul lui Decebal                                       | Masculin            |                                                         |                                        |                                                      |                                                             | |            |
| București                        | Bustul lui Dimitrie Bolintineanu                         | Masculin            |                                                         |                                        |                                                      |                                                             | |            |
| Bolintin Vale, Giurgiu           | Bustul lui Dimitrie Bolintineanu                         | Masculin            |                                                         |                                        |                                                      |                                                             | |            |
| București                        | Bustul lui Dimitrie Cantemir                             | Masculin            |                                                         |                                        |                                                      |                                                             | |            |
| București                        | Bustul lui Duiliu Zamfirescu                             | Masculin            |                                                         |                                        |                                                      |                                                             | |            |
| Caracal, Olt                     | Bustul lui George Enescu                                 | Masculin            |                                                         |                                        |                                                      |                                                             | |            |
| Victoria, Brașov                 | Gânditorul erei atomice / Știința                        | Masculin            | Constantin Lucaci                                       | 1965                                   |                                                      |                                                             | Inițial, monumentul Gânditorul erei atomice / Știința împreună cu Fântâna formau un tot unitar, fiind amplasate în fața Casei de Cultură. Actualmente, statuia este așezată într-un mic parc, în fața blocului 5, de pe strada Victoriei. |            |
| Victoria, Brașov                 | Monumentul Republicii Socialiste România                 | Feminin             | ?                                                       | aprox. 1966                            |                                                      |                                                             | Monumentul, din marmură albă, reprezintă o femeie, în picioare, îmbrăcată în costum popular românesc, care poartă deasupra capului, ținută în mâini, Stema Republicii Socialiste România. Monumentul este situat peste drum de intrarea principală a Palatului administrativ al Combinatului Chimic Victoria, denumit acum S.C Viromet S.A., pe strada Aleea Uzinei 8. |            |